# Planta de proceso

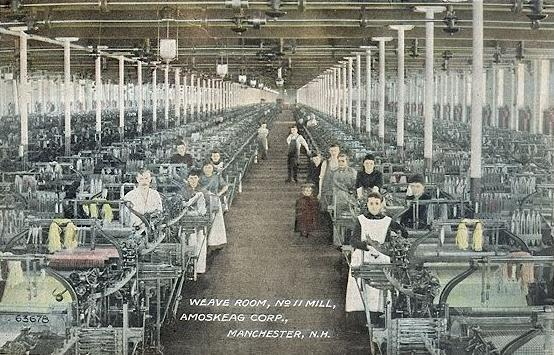
Planta de proceso

Se llama planta de proceso al lugar en el que se desarrollan diversas operaciones industriales, entre ellas operaciones unitarias, con el fin de transformar, adecuar o tratar alguna materia prima en particular a fin de obtener productos de mayor valor agregado.
Todas las plantas de proceso requieren para operar, además de equipos sofisticados, instrumentos en general, materia prima y recurso humano; recursos energéticos, agua e insumos.
Los profesionales que operan los diversos equipos y que forman parte de las líneas de mando en una planta de procesos a menudo son ingenieros y técnicos con conocimientos en determinados tipos de procesos.
- Datos: Q21573644

 Más recientemente en "edificios y estructuras"